# Saint-Pompont
Saint-Pompont – miejscowość i gmina we Francji, w regionie Nowa Akwitania, w departamencie Dordogne.
Według danych na rok 1990 gminę zamieszkiwały 452 osoby, a gęstość zaludnienia wynosiła 16 osób/km² (wśród 2290 gmin Akwitanii Saint-Pompont plasuje się na 749. miejscu pod względem liczby ludności, natomiast pod względem powierzchni na miejscu 311.).